# Solore-en-Forez
Solore-en-Forez es una comuna nueva francesa situada en el departamento de Loira, de la región de Auvernia-Ródano-Alpes.

## Historia
Fue creada el 1 de enero de 2025, en aplicación de una resolución del prefecto de Loira de 23 de diciembre de 2024 con la unión de las comunas de Débats-Rivière-d'Orpra, L'Hôpital-sous-Rochefort y Saint-Laurent-Rochefort, pasando a estar el ayuntamiento en la antigua comuna de Débats-Rivière-d'Orpra.

## Demografía
Según los datos aportados en la resolución del prefecto de Loira, la comuna se crea con 528 habitantes.

## Composición
| Comuna delegada          | Código INSEE | Población (2022) | Superficie (km²) | Densidad (hab./km²) |
| ------------------------ | ------------ | ---------------- | ---------------- | ------------------- |
| Débats-Rivière-d'Orpra   | 42084        | 159              | 3.41             | 47                  |
| L'Hôpital-sous-Rochefort | 42109        | 106              | 1.15             | 92                  |
| Saint-Laurent-Rochefort  | 42252        | 247              | 15.6             | 16                  |